# Tarachodes griseus
Tarachodes griseus är en bönsyrseart som beskrevs av Giglio-tos 1927. Tarachodes griseus ingår i släktet Tarachodes och familjen Tarachodidae. Inga underarter finns listade i Catalogue of Life.